# Cybaeus yakushimensis
Espèce
Cybaeus yakushimensis est une espèce d'araignées aranéomorphes de la famille des Cybaeidae.

## Distribution
Cette espèce est endémique de l'archipel Nansei au Japon. Elle se rencontre sur Yaku-shima.

## Description
La carapace du mâle holotype mesure 2,99 mm de long sur 2,13 mm et l'abdomen 2,25 mm de long sur 1,65 mm et la carapace de la femelle paratype mesure 3,20 mm de long sur 2,09 mm et l'abdomen 3,60 mm de long sur 2,68 mm.

## Étymologie
Son nom d'espèce, composé de yakushim[a] et du suffixe latin -ensis, « qui vit dans, qui habite », lui a été donné en référence au lieu de sa découverte, Yaku-shima.

## Publication originale
- Ihara, Koike & Nakano, 2021 : « Integrative taxonomy reveals multiple lineages of the spider genus Cybaeus endemic to the Ryukyu Islands, Japan (Arachnida: Araneae: Cybaeidae). » Invertebrate Systematics, vol. 35, no 2, p. 216-254.